# Pièces de clavecin en concerts

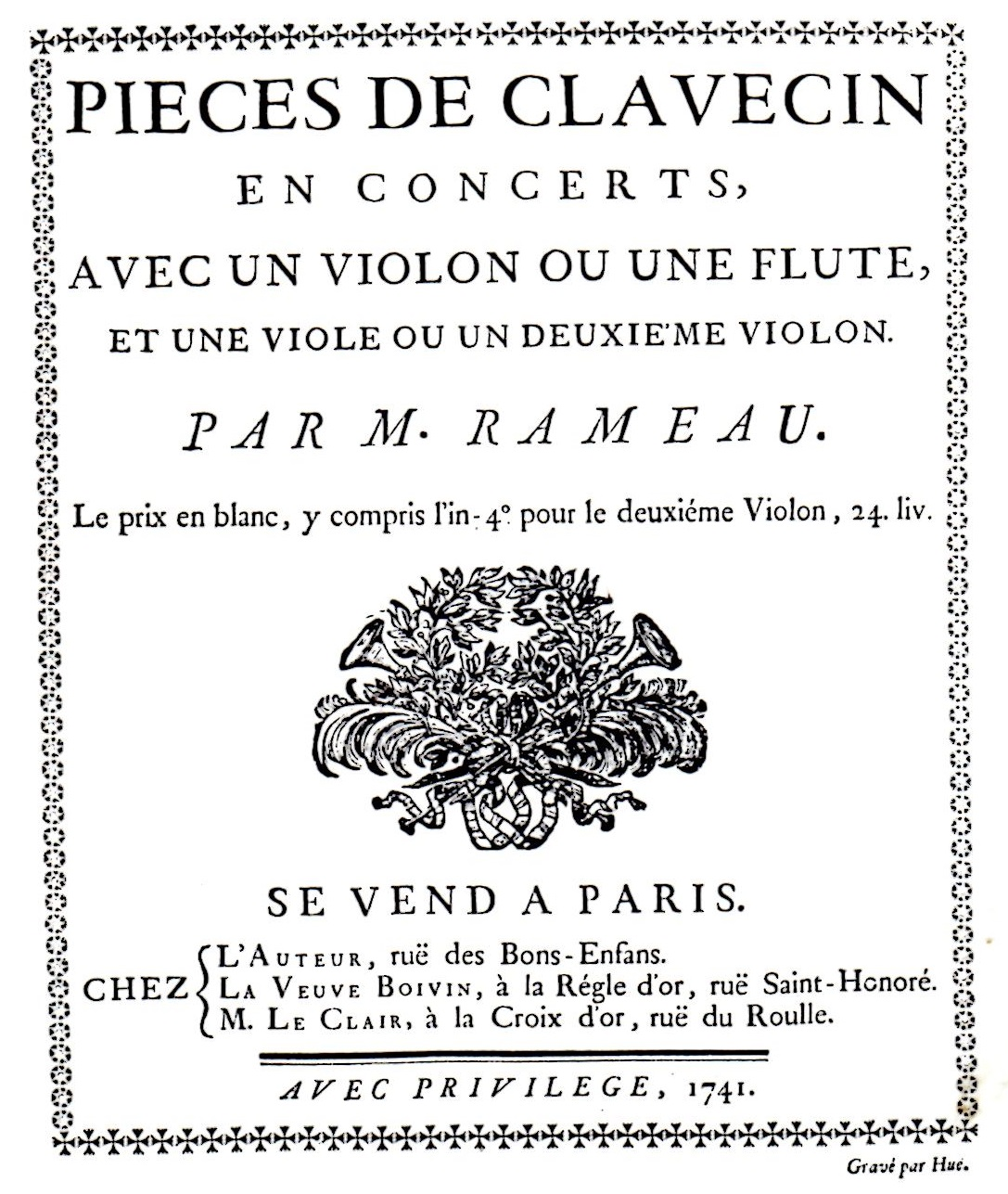
Page de titre de l'édition originale (1741)

Les Pièces de clavecin en concerts de Jean-Philippe Rameau, publiées en 1741, constituent le seul exemple de musique de chambre du compositeur et ont été composées en pleine maturité : elles sont de loin postérieures à ses œuvres pour clavecin seul, à sa musique religieuse et se situent après ses premiers chefs-d'œuvre lyrique.
La page de titre de l'édition originale précise que le clavecin dialogue avec un violon ou une flûte et une viole ou un deuxième violon. De ce fait, les possibilités d'interprétation respectant les indications de Rameau sont multiples.
Elles se distinguent des sonates à tre italiennes dont Corelli reste l'exemple type, avec un clavier qui a essentiellement un rôle d'une basse chiffrée (continuo). Au contraire, les pièces en concerts de Rameau donnent l'avantage au clavecin, jouant avec virtuosité, l'accompagnement étant plutôt le fait des instruments mélodiques - violon, flûte ou viole. On peut, en revanche, en rapprocher les sonates pour violon et clavecin de Johann Sebastian Bach, écrites antérieurement en 1720 dont les parties mélodiques sont équivalentes en importance pour les deux instruments.
Dans la préface, Rameau précise : « Ces pièces exécutées sur le clavecin seul ne laissent rien à désirer : on n'y soupçonne même pas qu'elles soient susceptibles d'aucun autre agrément. » En fait il est probable qu'il s'agit surtout de promouvoir une diffusion plus importante du recueil auprès des amateurs. D'ailleurs Rameau transcrit quatre d'entre elles pour clavecin seul, celles où cette adaptation est la moins facile (La Livri, L'agaçante, La timide et L'indiscrète).
Plusieurs de ces pièces seront plus tard transcrites, orchestrées et utilisées dans des opéras (Zoroastre, Les Fêtes de Polymnie, Dardanus et Le Temple de la Gloire).

## Contenu
Elles sont réparties en cinq concerts comprenant de 3 à 6 pièces aux noms parfois énigmatiques : nom de lieu (Le Vézinet), de caractères (La timide, l'agaçante) ou de personnages (La Forqueray, La Marais ou simplement La Rameau). Ce dernier type de dénomination n'a pas été utilisé par Jean-Philippe Rameau pour ses pièces pour clavecin seul (contrairement, par exemple, à François Couperin).

### Premier concert (RCT 7)
- La Coulicam
- La Livri
- Le Vézinet

### Deuxième concert (RCT 8)
- La Laborde
- La Boucon : dédié à la claveciniste virtuose Anne-Jeanne Boucon.
- L'Agaçante
- 1er Menuet
- 2e Menuet

### Troisième concert (RCT 9)
- La Lapoplinière
- La Timide
- 1er Rondeau
- 2e Rondeau
- 1er Tambourin
- 2e Tambourin

### Quatrième concert (RCT 10)
- La Pantomime
- L'Indiscrète
- La Rameau

### Cinquième concert (RCT 11)
- La Forqueray (Fugue)
- La Cupis
- La Marais

## Concerts en sextuor
Il existe également une transcription pour sextuor à cordes de ces pièces, mais dont l'authenticité est plus que discutée : le manuscrit semble écrit d'une autre main et il existe la partition d'un sixième concert en sextuor, écrit encore d'une autre main.
Ces Concerts en sextuor sont destinés à un ensemble de six instruments à cordes : trois violons, un alto et deux violoncelles. Il s'agit pour les cinq premières suites de la transcription des Pièces de clavecin en concert. La sixième suite est constituée de cinq pièces tirées du troisième livre de pièces de clavecin publié en 1728 : La Poule, 2 menuets, l'Enharmonique et l'Égyptienne.
C'est le caractère peu élaboré, la relative maladresse de ces transcriptions, les indications de tempo en italien qui font douter sérieusement de la paternité de Rameau sur ce recueil dont l'autographe, qui n'est pas de sa main, porte la mention « Decroix, 1768 ».
Ainsi, on ne sait pas si 1768 - Rameau étant mort en 1764 - est la date de sa composition ou de l'achat qui aurait pu en être fait par Jacques Joseph Marie Decroix, enthousiaste collectionneur des œuvres de Rameau. Il est même  possible que cette transcription soit le travail de Decroix lui-même.
Cette transcription a été éditée par Camille Saint-Saëns.